# ثائر الدراجي
ثائر محسن الدرّاجي (1982 - الآن). هو ناشط شيعي عراقي، ليس له أي درجة علمية دينية.يعمل مدرسا في المدارس الرسمية الحكومية العراقية.
برز في الإعلام من خلال كثرة اتّصالاته - التي يُسجّلها وينشرها مرئياً وصوتياً - على القنوات الفضائية والمواقع الإلكترونية، التي تتناول الخلافات العقائدية بين السنة والشيعة والأرقام الشخصية لبعض الشخصيات المعروفة في الأوساط الدينية من رجال الدين والشيوخ والإعلاميين الشيعة والسنة، وقد امتدّت اتصالاته إلى بعض الفنّانين كالإعلامية المصرية هالة سرحان، وحتى بعض السياسيين كعضو مجلس الأمة الكويتي محمد هايف المطيري، ويتّهمه بعض السنة بأنه باتصالاته على رجال الدين السنة يحاول الإيقاع بهم من حيث إدعائه أنه سني.
ولم تقتصر اتصالات الدرّاجي حول الصراع الشيعي السني؛ وإنّما امتدت لتشمل اتصالات حول أحمد الحسن الذي يدّعي اليمانية ويُكذّبه في دعواه كل مراجع الشيعة الإثني عشرية، وكذلك هجومه على أتباع اليعقوبي والذي برّرهُ بأنه ردّة فعل على ما كتبه ممثل اليعقوبي عباس الزيدي في كتابه السفير الخامس من استنقاص من قدر مراجع الشيعة، وما كتبه في التهجّم على الشعائر الحسينية في كتابه التطبير طقوس وثنية .

## موقف المرجعيات الشيعية
أفتى المرجع علي السيستاني بعدم جواز المساهمة بإثارة الفتنة ولو بشطر كلمة، كما ورد في الموقع الرسمي للمرجع. كما أصدر المرجع السيستاني فتوى حول تصرفاته في حادثة سب الصحابة في الأعظمية ونصها «هذا التصرف مدان ومستنكر جدا. وعلى خلاف ما أمر به أهل البيت عليهم السلام شيعتهم. والله الهادي».
وقد سبق للمرجعيات الدينية الشيعية أن أفتت بحرمة سب عائشة بنت أبي بكر زوجة نبي المسلمين محمد، وأصحابه، في موقف المرجع الإيراني علي خامنئي.
يمثل المرجع كمال الحيدري أحد المواقف الرافضة للتطرف الطائفي السني أو الشيعي  ورفضه لسب مقدسات الآخرين باعتباره اقتداءً بمواقف أهل البيت، كما ورد في الموقع الرسمي للمرجع.
أصدر مقتدى الصدر بيانا متلفزا على قناة البغدادية العراقية يدين فيه حادثة سب الصحابة في الاعظمية بتاريخ 6 أكتوبر 2013 من قبل ثائر الدراجي ومجموعة من رفاقه.

بينما أعلنت وزارة الداخلية إصدارها مذكرة اعتقال بحق «المدعو ثائر الدراجي»، لقيامه بشتم صحابة النبي محمد، واتهمت أجندات خارجية وصفتها «بالمشبوهة»، بالوقوف وراء هذه الأعمال لإثارة الفتنة الطائفية، فيما أعربت عن استنكارها لهذه التصرفات.

## أفكاره وآراؤه
أشتهر ثائر الدراجي باتصالاته على قنوات دينية معروفة بتناولها موضوع الخلاف بين السنة والشيعة. يعد ثائر الدراجي نفسه مدافعا عن المذهب الشيعي ضد الهجوم الذي يتعرض له مذهبه من قبل تلك القنوات. وقال في مقابلة تلفزيونية على قناة بلادي الفضائية بأن علي الكوراني هو الشخص الذي ألهمه ذلك. وقد أشار في تلك المقابلة بأن السنة هم من دين آخر وليسوا على مذهب آخر.
واستشهد بمقولة نسبها إلى حسن الشيرازي مفادها أن «الإسلام هو التشيع والتشيع هو الإسلام».
وهو يطالب بأن يدرس التاريخ في المناطق المختلفة بشكل مختلف، كل على ضوء ما يعتقد به، ونسب إلى المرجع بشير النجفي تأييده لذلك.
يقول الدراجي بأنه كانت لديه علاقة شخصية مع حسن شحاته. فتطرق المحاور إلى أن الذي يجمع ثائر الدراجي وحسن شحاته هي موضوعة «السب», ويقصد سب الصحابة، فأجاب بأنه يعده «أستاذه في الجهر بالبراءة».
أما عن جهره بسب المخالفين لمذهبه، ذكره المحاور بوصية الامام الصادق «لا تكونوا سبابين ولا شتامين». فنسب الدراجي عبارة إلى المرجع أبو القاسم الخوئي عدها تؤيد منهجه في سب ولعن المخالفين مفادها «قيام السيرة المستمرة بين عوام الشيعة وعلمائهم على غيبة المخالفين وجواز سبهم ولعنهم في جميع الأعصار والأمصار بل إن صاحب كتاب الجواهر يرى إن جواز ذلك من الضروريات.» وردت في كتابه «مصباح الفقاهة», الجزء الأول، في صفحة 503 إلى 504. في باب غيبة الفاسق.
والجدير بالذكر، أن العبارة وردت في مبحث «الغيبة» وهو خلاف الجهر وإنها لم تكن للخوئي بشكل مباشر ولكنه أوردها ضمن المبحث وهي من المصادر (الكافي 2: 278، المحاسن: 208، عنهما الوسائل 16: 26)  ، وهو بذلك قد عرض عدة أطروحات وتحليلات ولم يقدم فتوى صريحة في المسألة.